# Cauchemar blanc (bande dessinée)
Pour les articles homonymes, voir Cauchemar blanc.
Cauchemar blanc est une histoire courte de Jean Giraud / Moebius, de douze planches, publiée en 1977 aux Humanoides associés. Cette histoire a été adaptée au cinéma sous la forme d'un court-métrage de Mathieu Kassovitz en 1991 et aussi intitulé Cauchemar blanc.

## Description
L'édition originale de 1977  (ISBN 2-902123-08-6) contient neuf histoires courtes publiées en noir et blanc: Cauchemar blanc, Calque A, Approche de Centauri, Il y a un Prince charmant sur Phenixon, L'Artefact, Interview, Calque B, Deima, Barbe Rouge et le cerveau pirate.
Le tome 1 de la série Moebius : Œuvres complètes, paru en 1980  (ISBN 9782731600605), contient Le Bandard fou, John Watercolor et Cauchemar Blanc. Il existe aussi une réédition de 2006 aux Humanoides associés avec 10 histoires parues dans le recueil origial de 1975 plus le Bandard Fou publié aux éditions du Fromage en 1974.
Comme le note Benoit Cassel : "Se lançant parfois dans des planches directement à l’encre, sans crayonné ni scénario préconçu (c’est un peu la marque de fabrique Mœbius), cela donne des récits politiquement revendicateurs (Cauchemar blanc, La tarte aux pommes, Conte de Noël, Variation n°4027 sur « le » thème), des petits bijoux de non-sens (Barbe-rouge et le cerveau pirate, l’artefact), un délire humoristico-conjugal (Il y a un prince Charmant sur Phenixon), des perles expérimentales ou surréalistes (Absoluten calfeutrail, Approche sur Centauri), voire totalement hermétiques (Rock city, le Bandard fou)".

## Accueil critique
Cette histoire est emblématique du racisme en France dans les années 70. Matthew Screech (dans "The Francophone bande Dessinée") note que « Cauchemar blanc montre les fantasmes violents et irrationnels d'un raciste se mêlant à la vie quotidienne ». En rendant l'histoire très réaliste et en mélangeant rêve et réalité : « Moebius n'est pas le premier artiste à abandonner les procédés conventionnels pour évoquer les rêves ».
Elke Defever étudie la violence raciste dans la bande dessinée et prend comme exemple "Cauchemar Blanc" à la fois avec le livre de Moebius et le court-métrage de Mathieu Kassowitz. L'étude montre le décalage de traitement du racisme entre les années 70 et 90, ainsi qu'entre une BD et un film. Elle montre surtout « la persistance du racisme en France en dépit des efforts institutionnels déployés pour le combattre ».